# Campionati europei di ciclismo su pista 2023 - Americana femminile
L'americana femminile ai Campionati europei di ciclismo su pista 2023 si svolse il 12 febbraio 2023 presso il Velodrome Suisse di Grenchen, in Svizzera.

## Risultati
La gara si è corsa sulla distanza di 120 giri (30 km), con 12 sprint.
| Pos. | Atleti                                  | Nazione       | Punti giro | Punti sprint | Ordine d'arrivo | Punti totali |
| ---- | --------------------------------------- | ------------- | ---------- | ------------ | --------------- | ------------ |
| 1    | Katie Archibald Elinor Barker           | Gran Bretagna | 0          | 38           | 1               | 38           |
| 2    | Victoire Berteau Clara Copponi          | Francia       | 0          | 25           | 4               | 25           |
| 3    | Elisa Balsamo Vittoria Guazzini         | Italia        | 0          | 19           | 6               | 19           |
| 4    | Shari Bossuyt Lotte Kopecky             | Belgio        | 0          | 17           | 3               | 17           |
| 5    | Amalie Dideriksen Julie Leth            | Danimarca     | 0          | 14           | 7               | 14           |
| 6    | Daria Pikulik Wiktoria Pikulik          | Polonia       | 0          | 10           | 5               | 10           |
| 7    | Franziska Brauße Lena Charlotte Reißner | Germania      | 0          | 9            | 2               | 9            |
| 8    | Marit Raaijmakers Maike van der Duin    | Paesi Bassi   | 0          | 7            | 12              | 7            |
| 9    | Michelle Andres Aline Seitz             | Svizzera      | –20        | 1            | 8               | –19          |
| 10   | Eukene Larrarte Laura Rodríguez         | Spagna        | –20        | 0            | 9               | –20          |
| 11   | Kateřina Kohoutková Petra Ševčíková     | Rep. Ceca     | –40        | 1            | 10              | –39          |
| 12   | Lara Gillespie Alice Sharpe             | Irlanda       | –60        | 2            | 11              | –58          |
| 13   | Verena Eberhardt Kathrin Schweinberger  | Austria       | –40        | 0            | -               | ritirate     |